# Гаврилов, Константин Григорьевич
Константин Григорьевич Гаврилов (29 апреля 1864, Карасубазар — 23 марта 1943, Измаил) — российский шахматный композитор; основоположник стратегической двухходовки в России. 
Автор ряда статей по теории и  эстетике шахматной задачи, а также темы «связанный пикенинни». С 1897 опубликовал свыше 1000 задач, преимущественно двухходовки; 120 из них отмечены отличиями в конкурсах. Отказался от требований чешской (правильные маты; см. Чешская школа в задаче) и английской (абсолютное отсутствие дуалей; см. Английская школа в задаче) школ. Разработал тактические идеи в игре чёрных фигур, послужившие основой стратегической школы 
(см. Стратегическая школа в задаче).

## Задачи
|   | a | b | c | d | e | f | g | h |   |
| - | --- | --- | --- | --- | --- | --- | --- | --- | - |
| 8 | b8 белый ферзь · d8 белый слон · h8 белый король · d7 чёрная пешка · f7 чёрная пешка · g7 белая ладья · h7 белый слон · a6 белый конь · e6 чёрный король · b5 белая ладья · e5 чёрная пешка · g5 чёрная пешка · c4 чёрный конь · g4 чёрная ладья · g3 чёрная пешка · h3 белый конь · g2 белая пешка | b8 белый ферзь · d8 белый слон · h8 белый король · d7 чёрная пешка · f7 чёрная пешка · g7 белая ладья · h7 белый слон · a6 белый конь · e6 чёрный король · b5 белая ладья · e5 чёрная пешка · g5 чёрная пешка · c4 чёрный конь · g4 чёрная ладья · g3 чёрная пешка · h3 белый конь · g2 белая пешка | b8 белый ферзь · d8 белый слон · h8 белый король · d7 чёрная пешка · f7 чёрная пешка · g7 белая ладья · h7 белый слон · a6 белый конь · e6 чёрный король · b5 белая ладья · e5 чёрная пешка · g5 чёрная пешка · c4 чёрный конь · g4 чёрная ладья · g3 чёрная пешка · h3 белый конь · g2 белая пешка | b8 белый ферзь · d8 белый слон · h8 белый король · d7 чёрная пешка · f7 чёрная пешка · g7 белая ладья · h7 белый слон · a6 белый конь · e6 чёрный король · b5 белая ладья · e5 чёрная пешка · g5 чёрная пешка · c4 чёрный конь · g4 чёрная ладья · g3 чёрная пешка · h3 белый конь · g2 белая пешка | b8 белый ферзь · d8 белый слон · h8 белый король · d7 чёрная пешка · f7 чёрная пешка · g7 белая ладья · h7 белый слон · a6 белый конь · e6 чёрный король · b5 белая ладья · e5 чёрная пешка · g5 чёрная пешка · c4 чёрный конь · g4 чёрная ладья · g3 чёрная пешка · h3 белый конь · g2 белая пешка | b8 белый ферзь · d8 белый слон · h8 белый король · d7 чёрная пешка · f7 чёрная пешка · g7 белая ладья · h7 белый слон · a6 белый конь · e6 чёрный король · b5 белая ладья · e5 чёрная пешка · g5 чёрная пешка · c4 чёрный конь · g4 чёрная ладья · g3 чёрная пешка · h3 белый конь · g2 белая пешка | b8 белый ферзь · d8 белый слон · h8 белый король · d7 чёрная пешка · f7 чёрная пешка · g7 белая ладья · h7 белый слон · a6 белый конь · e6 чёрный король · b5 белая ладья · e5 чёрная пешка · g5 чёрная пешка · c4 чёрный конь · g4 чёрная ладья · g3 чёрная пешка · h3 белый конь · g2 белая пешка | b8 белый ферзь · d8 белый слон · h8 белый король · d7 чёрная пешка · f7 чёрная пешка · g7 белая ладья · h7 белый слон · a6 белый конь · e6 чёрный король · b5 белая ладья · e5 чёрная пешка · g5 чёрная пешка · c4 чёрный конь · g4 чёрная ладья · g3 чёрная пешка · h3 белый конь · g2 белая пешка | 8 |
| 7 | b8 белый ферзь · d8 белый слон · h8 белый король · d7 чёрная пешка · f7 чёрная пешка · g7 белая ладья · h7 белый слон · a6 белый конь · e6 чёрный король · b5 белая ладья · e5 чёрная пешка · g5 чёрная пешка · c4 чёрный конь · g4 чёрная ладья · g3 чёрная пешка · h3 белый конь · g2 белая пешка | b8 белый ферзь · d8 белый слон · h8 белый король · d7 чёрная пешка · f7 чёрная пешка · g7 белая ладья · h7 белый слон · a6 белый конь · e6 чёрный король · b5 белая ладья · e5 чёрная пешка · g5 чёрная пешка · c4 чёрный конь · g4 чёрная ладья · g3 чёрная пешка · h3 белый конь · g2 белая пешка | b8 белый ферзь · d8 белый слон · h8 белый король · d7 чёрная пешка · f7 чёрная пешка · g7 белая ладья · h7 белый слон · a6 белый конь · e6 чёрный король · b5 белая ладья · e5 чёрная пешка · g5 чёрная пешка · c4 чёрный конь · g4 чёрная ладья · g3 чёрная пешка · h3 белый конь · g2 белая пешка | b8 белый ферзь · d8 белый слон · h8 белый король · d7 чёрная пешка · f7 чёрная пешка · g7 белая ладья · h7 белый слон · a6 белый конь · e6 чёрный король · b5 белая ладья · e5 чёрная пешка · g5 чёрная пешка · c4 чёрный конь · g4 чёрная ладья · g3 чёрная пешка · h3 белый конь · g2 белая пешка | b8 белый ферзь · d8 белый слон · h8 белый король · d7 чёрная пешка · f7 чёрная пешка · g7 белая ладья · h7 белый слон · a6 белый конь · e6 чёрный король · b5 белая ладья · e5 чёрная пешка · g5 чёрная пешка · c4 чёрный конь · g4 чёрная ладья · g3 чёрная пешка · h3 белый конь · g2 белая пешка | b8 белый ферзь · d8 белый слон · h8 белый король · d7 чёрная пешка · f7 чёрная пешка · g7 белая ладья · h7 белый слон · a6 белый конь · e6 чёрный король · b5 белая ладья · e5 чёрная пешка · g5 чёрная пешка · c4 чёрный конь · g4 чёрная ладья · g3 чёрная пешка · h3 белый конь · g2 белая пешка | b8 белый ферзь · d8 белый слон · h8 белый король · d7 чёрная пешка · f7 чёрная пешка · g7 белая ладья · h7 белый слон · a6 белый конь · e6 чёрный король · b5 белая ладья · e5 чёрная пешка · g5 чёрная пешка · c4 чёрный конь · g4 чёрная ладья · g3 чёрная пешка · h3 белый конь · g2 белая пешка | b8 белый ферзь · d8 белый слон · h8 белый король · d7 чёрная пешка · f7 чёрная пешка · g7 белая ладья · h7 белый слон · a6 белый конь · e6 чёрный король · b5 белая ладья · e5 чёрная пешка · g5 чёрная пешка · c4 чёрный конь · g4 чёрная ладья · g3 чёрная пешка · h3 белый конь · g2 белая пешка | 7 |
| 6 | b8 белый ферзь · d8 белый слон · h8 белый король · d7 чёрная пешка · f7 чёрная пешка · g7 белая ладья · h7 белый слон · a6 белый конь · e6 чёрный король · b5 белая ладья · e5 чёрная пешка · g5 чёрная пешка · c4 чёрный конь · g4 чёрная ладья · g3 чёрная пешка · h3 белый конь · g2 белая пешка | b8 белый ферзь · d8 белый слон · h8 белый король · d7 чёрная пешка · f7 чёрная пешка · g7 белая ладья · h7 белый слон · a6 белый конь · e6 чёрный король · b5 белая ладья · e5 чёрная пешка · g5 чёрная пешка · c4 чёрный конь · g4 чёрная ладья · g3 чёрная пешка · h3 белый конь · g2 белая пешка | b8 белый ферзь · d8 белый слон · h8 белый король · d7 чёрная пешка · f7 чёрная пешка · g7 белая ладья · h7 белый слон · a6 белый конь · e6 чёрный король · b5 белая ладья · e5 чёрная пешка · g5 чёрная пешка · c4 чёрный конь · g4 чёрная ладья · g3 чёрная пешка · h3 белый конь · g2 белая пешка | b8 белый ферзь · d8 белый слон · h8 белый король · d7 чёрная пешка · f7 чёрная пешка · g7 белая ладья · h7 белый слон · a6 белый конь · e6 чёрный король · b5 белая ладья · e5 чёрная пешка · g5 чёрная пешка · c4 чёрный конь · g4 чёрная ладья · g3 чёрная пешка · h3 белый конь · g2 белая пешка | b8 белый ферзь · d8 белый слон · h8 белый король · d7 чёрная пешка · f7 чёрная пешка · g7 белая ладья · h7 белый слон · a6 белый конь · e6 чёрный король · b5 белая ладья · e5 чёрная пешка · g5 чёрная пешка · c4 чёрный конь · g4 чёрная ладья · g3 чёрная пешка · h3 белый конь · g2 белая пешка | b8 белый ферзь · d8 белый слон · h8 белый король · d7 чёрная пешка · f7 чёрная пешка · g7 белая ладья · h7 белый слон · a6 белый конь · e6 чёрный король · b5 белая ладья · e5 чёрная пешка · g5 чёрная пешка · c4 чёрный конь · g4 чёрная ладья · g3 чёрная пешка · h3 белый конь · g2 белая пешка | b8 белый ферзь · d8 белый слон · h8 белый король · d7 чёрная пешка · f7 чёрная пешка · g7 белая ладья · h7 белый слон · a6 белый конь · e6 чёрный король · b5 белая ладья · e5 чёрная пешка · g5 чёрная пешка · c4 чёрный конь · g4 чёрная ладья · g3 чёрная пешка · h3 белый конь · g2 белая пешка | b8 белый ферзь · d8 белый слон · h8 белый король · d7 чёрная пешка · f7 чёрная пешка · g7 белая ладья · h7 белый слон · a6 белый конь · e6 чёрный король · b5 белая ладья · e5 чёрная пешка · g5 чёрная пешка · c4 чёрный конь · g4 чёрная ладья · g3 чёрная пешка · h3 белый конь · g2 белая пешка | 6 |
| 5 | b8 белый ферзь · d8 белый слон · h8 белый король · d7 чёрная пешка · f7 чёрная пешка · g7 белая ладья · h7 белый слон · a6 белый конь · e6 чёрный король · b5 белая ладья · e5 чёрная пешка · g5 чёрная пешка · c4 чёрный конь · g4 чёрная ладья · g3 чёрная пешка · h3 белый конь · g2 белая пешка | b8 белый ферзь · d8 белый слон · h8 белый король · d7 чёрная пешка · f7 чёрная пешка · g7 белая ладья · h7 белый слон · a6 белый конь · e6 чёрный король · b5 белая ладья · e5 чёрная пешка · g5 чёрная пешка · c4 чёрный конь · g4 чёрная ладья · g3 чёрная пешка · h3 белый конь · g2 белая пешка | b8 белый ферзь · d8 белый слон · h8 белый король · d7 чёрная пешка · f7 чёрная пешка · g7 белая ладья · h7 белый слон · a6 белый конь · e6 чёрный король · b5 белая ладья · e5 чёрная пешка · g5 чёрная пешка · c4 чёрный конь · g4 чёрная ладья · g3 чёрная пешка · h3 белый конь · g2 белая пешка | b8 белый ферзь · d8 белый слон · h8 белый король · d7 чёрная пешка · f7 чёрная пешка · g7 белая ладья · h7 белый слон · a6 белый конь · e6 чёрный король · b5 белая ладья · e5 чёрная пешка · g5 чёрная пешка · c4 чёрный конь · g4 чёрная ладья · g3 чёрная пешка · h3 белый конь · g2 белая пешка | b8 белый ферзь · d8 белый слон · h8 белый король · d7 чёрная пешка · f7 чёрная пешка · g7 белая ладья · h7 белый слон · a6 белый конь · e6 чёрный король · b5 белая ладья · e5 чёрная пешка · g5 чёрная пешка · c4 чёрный конь · g4 чёрная ладья · g3 чёрная пешка · h3 белый конь · g2 белая пешка | b8 белый ферзь · d8 белый слон · h8 белый король · d7 чёрная пешка · f7 чёрная пешка · g7 белая ладья · h7 белый слон · a6 белый конь · e6 чёрный король · b5 белая ладья · e5 чёрная пешка · g5 чёрная пешка · c4 чёрный конь · g4 чёрная ладья · g3 чёрная пешка · h3 белый конь · g2 белая пешка | b8 белый ферзь · d8 белый слон · h8 белый король · d7 чёрная пешка · f7 чёрная пешка · g7 белая ладья · h7 белый слон · a6 белый конь · e6 чёрный король · b5 белая ладья · e5 чёрная пешка · g5 чёрная пешка · c4 чёрный конь · g4 чёрная ладья · g3 чёрная пешка · h3 белый конь · g2 белая пешка | b8 белый ферзь · d8 белый слон · h8 белый король · d7 чёрная пешка · f7 чёрная пешка · g7 белая ладья · h7 белый слон · a6 белый конь · e6 чёрный король · b5 белая ладья · e5 чёрная пешка · g5 чёрная пешка · c4 чёрный конь · g4 чёрная ладья · g3 чёрная пешка · h3 белый конь · g2 белая пешка | 5 |
| 4 | b8 белый ферзь · d8 белый слон · h8 белый король · d7 чёрная пешка · f7 чёрная пешка · g7 белая ладья · h7 белый слон · a6 белый конь · e6 чёрный король · b5 белая ладья · e5 чёрная пешка · g5 чёрная пешка · c4 чёрный конь · g4 чёрная ладья · g3 чёрная пешка · h3 белый конь · g2 белая пешка | b8 белый ферзь · d8 белый слон · h8 белый король · d7 чёрная пешка · f7 чёрная пешка · g7 белая ладья · h7 белый слон · a6 белый конь · e6 чёрный король · b5 белая ладья · e5 чёрная пешка · g5 чёрная пешка · c4 чёрный конь · g4 чёрная ладья · g3 чёрная пешка · h3 белый конь · g2 белая пешка | b8 белый ферзь · d8 белый слон · h8 белый король · d7 чёрная пешка · f7 чёрная пешка · g7 белая ладья · h7 белый слон · a6 белый конь · e6 чёрный король · b5 белая ладья · e5 чёрная пешка · g5 чёрная пешка · c4 чёрный конь · g4 чёрная ладья · g3 чёрная пешка · h3 белый конь · g2 белая пешка | b8 белый ферзь · d8 белый слон · h8 белый король · d7 чёрная пешка · f7 чёрная пешка · g7 белая ладья · h7 белый слон · a6 белый конь · e6 чёрный король · b5 белая ладья · e5 чёрная пешка · g5 чёрная пешка · c4 чёрный конь · g4 чёрная ладья · g3 чёрная пешка · h3 белый конь · g2 белая пешка | b8 белый ферзь · d8 белый слон · h8 белый король · d7 чёрная пешка · f7 чёрная пешка · g7 белая ладья · h7 белый слон · a6 белый конь · e6 чёрный король · b5 белая ладья · e5 чёрная пешка · g5 чёрная пешка · c4 чёрный конь · g4 чёрная ладья · g3 чёрная пешка · h3 белый конь · g2 белая пешка | b8 белый ферзь · d8 белый слон · h8 белый король · d7 чёрная пешка · f7 чёрная пешка · g7 белая ладья · h7 белый слон · a6 белый конь · e6 чёрный король · b5 белая ладья · e5 чёрная пешка · g5 чёрная пешка · c4 чёрный конь · g4 чёрная ладья · g3 чёрная пешка · h3 белый конь · g2 белая пешка | b8 белый ферзь · d8 белый слон · h8 белый король · d7 чёрная пешка · f7 чёрная пешка · g7 белая ладья · h7 белый слон · a6 белый конь · e6 чёрный король · b5 белая ладья · e5 чёрная пешка · g5 чёрная пешка · c4 чёрный конь · g4 чёрная ладья · g3 чёрная пешка · h3 белый конь · g2 белая пешка | b8 белый ферзь · d8 белый слон · h8 белый король · d7 чёрная пешка · f7 чёрная пешка · g7 белая ладья · h7 белый слон · a6 белый конь · e6 чёрный король · b5 белая ладья · e5 чёрная пешка · g5 чёрная пешка · c4 чёрный конь · g4 чёрная ладья · g3 чёрная пешка · h3 белый конь · g2 белая пешка | 4 |
| 3 | b8 белый ферзь · d8 белый слон · h8 белый король · d7 чёрная пешка · f7 чёрная пешка · g7 белая ладья · h7 белый слон · a6 белый конь · e6 чёрный король · b5 белая ладья · e5 чёрная пешка · g5 чёрная пешка · c4 чёрный конь · g4 чёрная ладья · g3 чёрная пешка · h3 белый конь · g2 белая пешка | b8 белый ферзь · d8 белый слон · h8 белый король · d7 чёрная пешка · f7 чёрная пешка · g7 белая ладья · h7 белый слон · a6 белый конь · e6 чёрный король · b5 белая ладья · e5 чёрная пешка · g5 чёрная пешка · c4 чёрный конь · g4 чёрная ладья · g3 чёрная пешка · h3 белый конь · g2 белая пешка | b8 белый ферзь · d8 белый слон · h8 белый король · d7 чёрная пешка · f7 чёрная пешка · g7 белая ладья · h7 белый слон · a6 белый конь · e6 чёрный король · b5 белая ладья · e5 чёрная пешка · g5 чёрная пешка · c4 чёрный конь · g4 чёрная ладья · g3 чёрная пешка · h3 белый конь · g2 белая пешка | b8 белый ферзь · d8 белый слон · h8 белый король · d7 чёрная пешка · f7 чёрная пешка · g7 белая ладья · h7 белый слон · a6 белый конь · e6 чёрный король · b5 белая ладья · e5 чёрная пешка · g5 чёрная пешка · c4 чёрный конь · g4 чёрная ладья · g3 чёрная пешка · h3 белый конь · g2 белая пешка | b8 белый ферзь · d8 белый слон · h8 белый король · d7 чёрная пешка · f7 чёрная пешка · g7 белая ладья · h7 белый слон · a6 белый конь · e6 чёрный король · b5 белая ладья · e5 чёрная пешка · g5 чёрная пешка · c4 чёрный конь · g4 чёрная ладья · g3 чёрная пешка · h3 белый конь · g2 белая пешка | b8 белый ферзь · d8 белый слон · h8 белый король · d7 чёрная пешка · f7 чёрная пешка · g7 белая ладья · h7 белый слон · a6 белый конь · e6 чёрный король · b5 белая ладья · e5 чёрная пешка · g5 чёрная пешка · c4 чёрный конь · g4 чёрная ладья · g3 чёрная пешка · h3 белый конь · g2 белая пешка | b8 белый ферзь · d8 белый слон · h8 белый король · d7 чёрная пешка · f7 чёрная пешка · g7 белая ладья · h7 белый слон · a6 белый конь · e6 чёрный король · b5 белая ладья · e5 чёрная пешка · g5 чёрная пешка · c4 чёрный конь · g4 чёрная ладья · g3 чёрная пешка · h3 белый конь · g2 белая пешка | b8 белый ферзь · d8 белый слон · h8 белый король · d7 чёрная пешка · f7 чёрная пешка · g7 белая ладья · h7 белый слон · a6 белый конь · e6 чёрный король · b5 белая ладья · e5 чёрная пешка · g5 чёрная пешка · c4 чёрный конь · g4 чёрная ладья · g3 чёрная пешка · h3 белый конь · g2 белая пешка | 3 |
| 2 | b8 белый ферзь · d8 белый слон · h8 белый король · d7 чёрная пешка · f7 чёрная пешка · g7 белая ладья · h7 белый слон · a6 белый конь · e6 чёрный король · b5 белая ладья · e5 чёрная пешка · g5 чёрная пешка · c4 чёрный конь · g4 чёрная ладья · g3 чёрная пешка · h3 белый конь · g2 белая пешка | b8 белый ферзь · d8 белый слон · h8 белый король · d7 чёрная пешка · f7 чёрная пешка · g7 белая ладья · h7 белый слон · a6 белый конь · e6 чёрный король · b5 белая ладья · e5 чёрная пешка · g5 чёрная пешка · c4 чёрный конь · g4 чёрная ладья · g3 чёрная пешка · h3 белый конь · g2 белая пешка | b8 белый ферзь · d8 белый слон · h8 белый король · d7 чёрная пешка · f7 чёрная пешка · g7 белая ладья · h7 белый слон · a6 белый конь · e6 чёрный король · b5 белая ладья · e5 чёрная пешка · g5 чёрная пешка · c4 чёрный конь · g4 чёрная ладья · g3 чёрная пешка · h3 белый конь · g2 белая пешка | b8 белый ферзь · d8 белый слон · h8 белый король · d7 чёрная пешка · f7 чёрная пешка · g7 белая ладья · h7 белый слон · a6 белый конь · e6 чёрный король · b5 белая ладья · e5 чёрная пешка · g5 чёрная пешка · c4 чёрный конь · g4 чёрная ладья · g3 чёрная пешка · h3 белый конь · g2 белая пешка | b8 белый ферзь · d8 белый слон · h8 белый король · d7 чёрная пешка · f7 чёрная пешка · g7 белая ладья · h7 белый слон · a6 белый конь · e6 чёрный король · b5 белая ладья · e5 чёрная пешка · g5 чёрная пешка · c4 чёрный конь · g4 чёрная ладья · g3 чёрная пешка · h3 белый конь · g2 белая пешка | b8 белый ферзь · d8 белый слон · h8 белый король · d7 чёрная пешка · f7 чёрная пешка · g7 белая ладья · h7 белый слон · a6 белый конь · e6 чёрный король · b5 белая ладья · e5 чёрная пешка · g5 чёрная пешка · c4 чёрный конь · g4 чёрная ладья · g3 чёрная пешка · h3 белый конь · g2 белая пешка | b8 белый ферзь · d8 белый слон · h8 белый король · d7 чёрная пешка · f7 чёрная пешка · g7 белая ладья · h7 белый слон · a6 белый конь · e6 чёрный король · b5 белая ладья · e5 чёрная пешка · g5 чёрная пешка · c4 чёрный конь · g4 чёрная ладья · g3 чёрная пешка · h3 белый конь · g2 белая пешка | b8 белый ферзь · d8 белый слон · h8 белый король · d7 чёрная пешка · f7 чёрная пешка · g7 белая ладья · h7 белый слон · a6 белый конь · e6 чёрный король · b5 белая ладья · e5 чёрная пешка · g5 чёрная пешка · c4 чёрный конь · g4 чёрная ладья · g3 чёрная пешка · h3 белый конь · g2 белая пешка | 2 |
| 1 | b8 белый ферзь · d8 белый слон · h8 белый король · d7 чёрная пешка · f7 чёрная пешка · g7 белая ладья · h7 белый слон · a6 белый конь · e6 чёрный король · b5 белая ладья · e5 чёрная пешка · g5 чёрная пешка · c4 чёрный конь · g4 чёрная ладья · g3 чёрная пешка · h3 белый конь · g2 белая пешка | b8 белый ферзь · d8 белый слон · h8 белый король · d7 чёрная пешка · f7 чёрная пешка · g7 белая ладья · h7 белый слон · a6 белый конь · e6 чёрный король · b5 белая ладья · e5 чёрная пешка · g5 чёрная пешка · c4 чёрный конь · g4 чёрная ладья · g3 чёрная пешка · h3 белый конь · g2 белая пешка | b8 белый ферзь · d8 белый слон · h8 белый король · d7 чёрная пешка · f7 чёрная пешка · g7 белая ладья · h7 белый слон · a6 белый конь · e6 чёрный король · b5 белая ладья · e5 чёрная пешка · g5 чёрная пешка · c4 чёрный конь · g4 чёрная ладья · g3 чёрная пешка · h3 белый конь · g2 белая пешка | b8 белый ферзь · d8 белый слон · h8 белый король · d7 чёрная пешка · f7 чёрная пешка · g7 белая ладья · h7 белый слон · a6 белый конь · e6 чёрный король · b5 белая ладья · e5 чёрная пешка · g5 чёрная пешка · c4 чёрный конь · g4 чёрная ладья · g3 чёрная пешка · h3 белый конь · g2 белая пешка | b8 белый ферзь · d8 белый слон · h8 белый король · d7 чёрная пешка · f7 чёрная пешка · g7 белая ладья · h7 белый слон · a6 белый конь · e6 чёрный король · b5 белая ладья · e5 чёрная пешка · g5 чёрная пешка · c4 чёрный конь · g4 чёрная ладья · g3 чёрная пешка · h3 белый конь · g2 белая пешка | b8 белый ферзь · d8 белый слон · h8 белый король · d7 чёрная пешка · f7 чёрная пешка · g7 белая ладья · h7 белый слон · a6 белый конь · e6 чёрный король · b5 белая ладья · e5 чёрная пешка · g5 чёрная пешка · c4 чёрный конь · g4 чёрная ладья · g3 чёрная пешка · h3 белый конь · g2 белая пешка | b8 белый ферзь · d8 белый слон · h8 белый король · d7 чёрная пешка · f7 чёрная пешка · g7 белая ладья · h7 белый слон · a6 белый конь · e6 чёрный король · b5 белая ладья · e5 чёрная пешка · g5 чёрная пешка · c4 чёрный конь · g4 чёрная ладья · g3 чёрная пешка · h3 белый конь · g2 белая пешка | b8 белый ферзь · d8 белый слон · h8 белый король · d7 чёрная пешка · f7 чёрная пешка · g7 белая ладья · h7 белый слон · a6 белый конь · e6 чёрный король · b5 белая ладья · e5 чёрная пешка · g5 чёрная пешка · c4 чёрный конь · g4 чёрная ладья · g3 чёрная пешка · h3 белый конь · g2 белая пешка | 1 |
|   | a | b | c | d | e | f | g | h |   |

1.Kpg8! (цугцванг) 
1. ... f6 2.Ле7Х 

1. ... f5 2.Лg6X 

1. ... d5 2.Kc5X 

1. ... Kd6 2.Kc7X — 4 варианта со сложным блокированием  

1. ... d6 2.Фс8Х